# Air Force Reserve Command
L'Air Force Reserve Command (AFRC) est la réserve de l'armée de l'Air des États-Unis et l'un de ses commandements majeurs. Son quartier général se trouve sur la base de Robins en Géorgie. Elle a été créée le 17 février 1997 à partir de l'Air Force Reserve (AFRES ou AFRes) créé en 1948.

## Effectifs et parc aérien

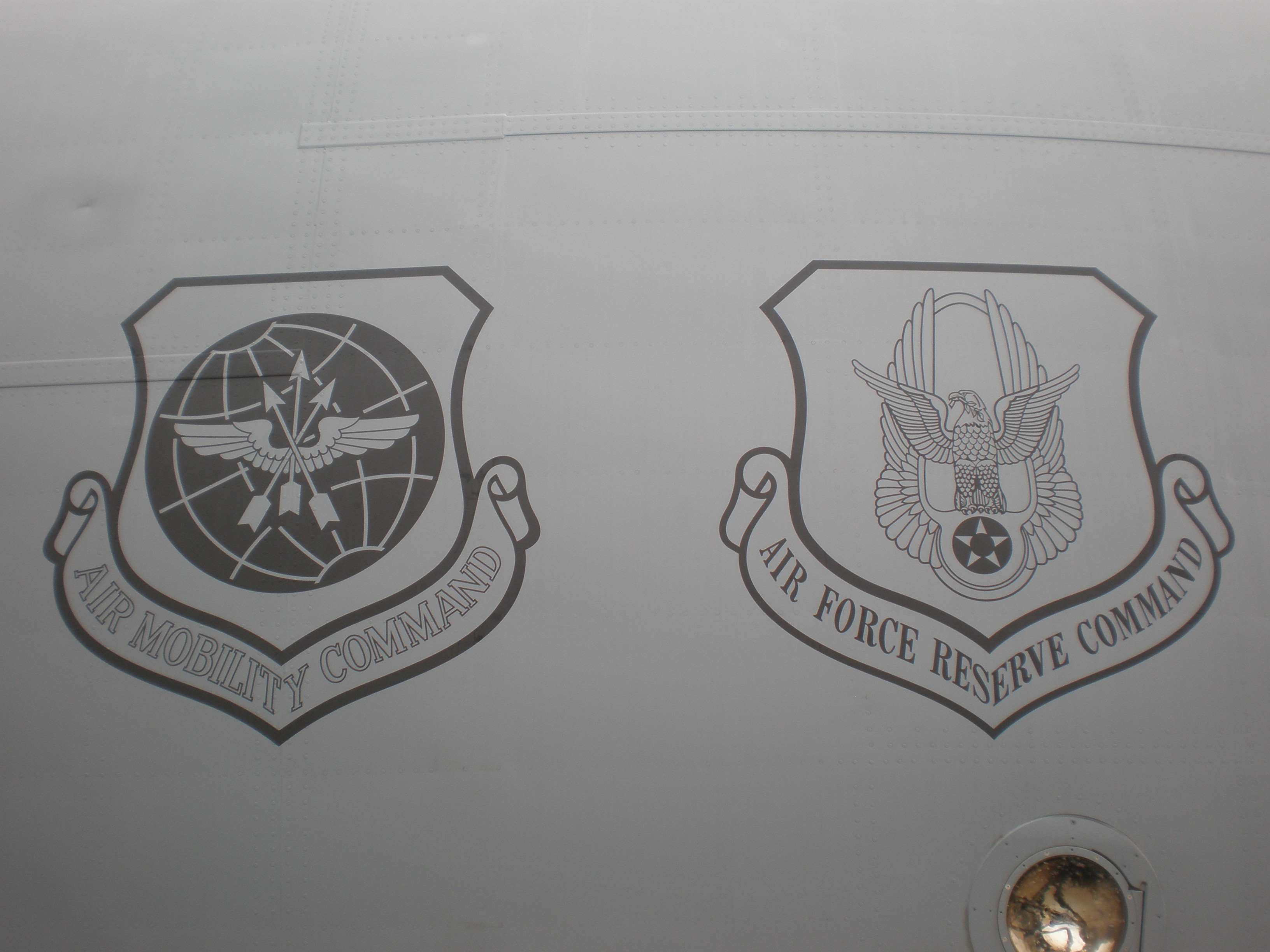
Blasons de l'AFRC et de l'Air Mobility Command sur la carlingue d'un C-17.

Au début de l'année fiscale 2001 — soit le 1er octobre —, ce commandement comportait 390 aéronefs d'une moyenne d'age de 23,8 ans. Au début de l'année fiscale 2008, ce parc était de 348 aéronefs d'une moyenne de 28,1 ans et le commandement disposait de 74 000 personnels. Le budget de la défense 2019 prévoit un effectif autorisé de 70 000 personnels au 30 septembre 2019.

## Organisation en 2006
L'AFRC est composée de trois forces aériennes :
- 4th Air Force à March Air Reserve Base en Californie
- 10th Air Force à NAS Fort Worth dans le Texas
- 22nd Air Force à Dobbins Air Reserve Base en Géorgie

### 4th Air Force (Air Mobility Command)

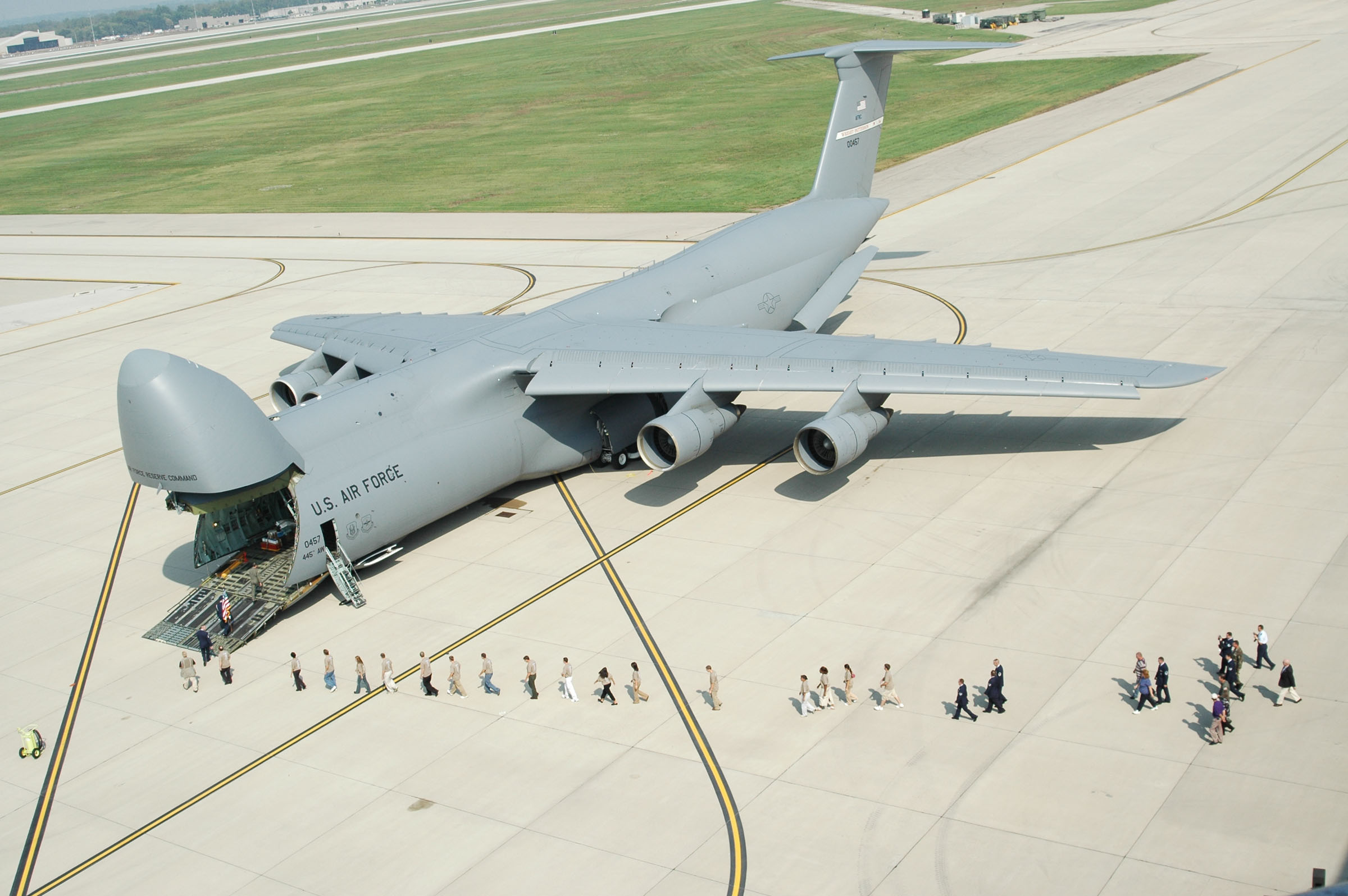
C-5A Galaxy du 445th Airlift Wing.

- 932nd Airlift Wing à Scott Air Force Base dans l'Illinois
- 452nd Air Mobility Wing à March ARB en Californie
- 349th Air Mobility Wing à Travis Air Force Base en Californie
- 939th Air Refueling Wing sur l'Aéroport international de Portland dans l'Oregon
- 459th Air Refueling Wing à Andrews Air Force Base dans le Maryland
- 433rd Airlift Wing à Lackland Air Force Base dans le Texas
- 940th Air Refueling Wing à Beale Air Force Base en Californie
- 507th Air Refueling Wing à Tinker Air Force Base dans l'Oklahoma
- 434th Air Refueling Wing à Grissom Air Reserve Base dans l'Indiana
- 931st Air Refueling Group à McConnell Air Force Base dans le Kansas
- 916th Air Refueling Wing à Seymour Johnson Air Force Base dans la Caroline du Nord
- 445th Airlift Wing à Wright-Patterson Air Force Base dans l'Ohio
- 927th Air Refueling Wing à Selfridge ANGB dans le Michigan
- 446th Airlift Wing à McChord Air Force Base dans l'État de Washington

### 10th Air Force (Air Combat Command)

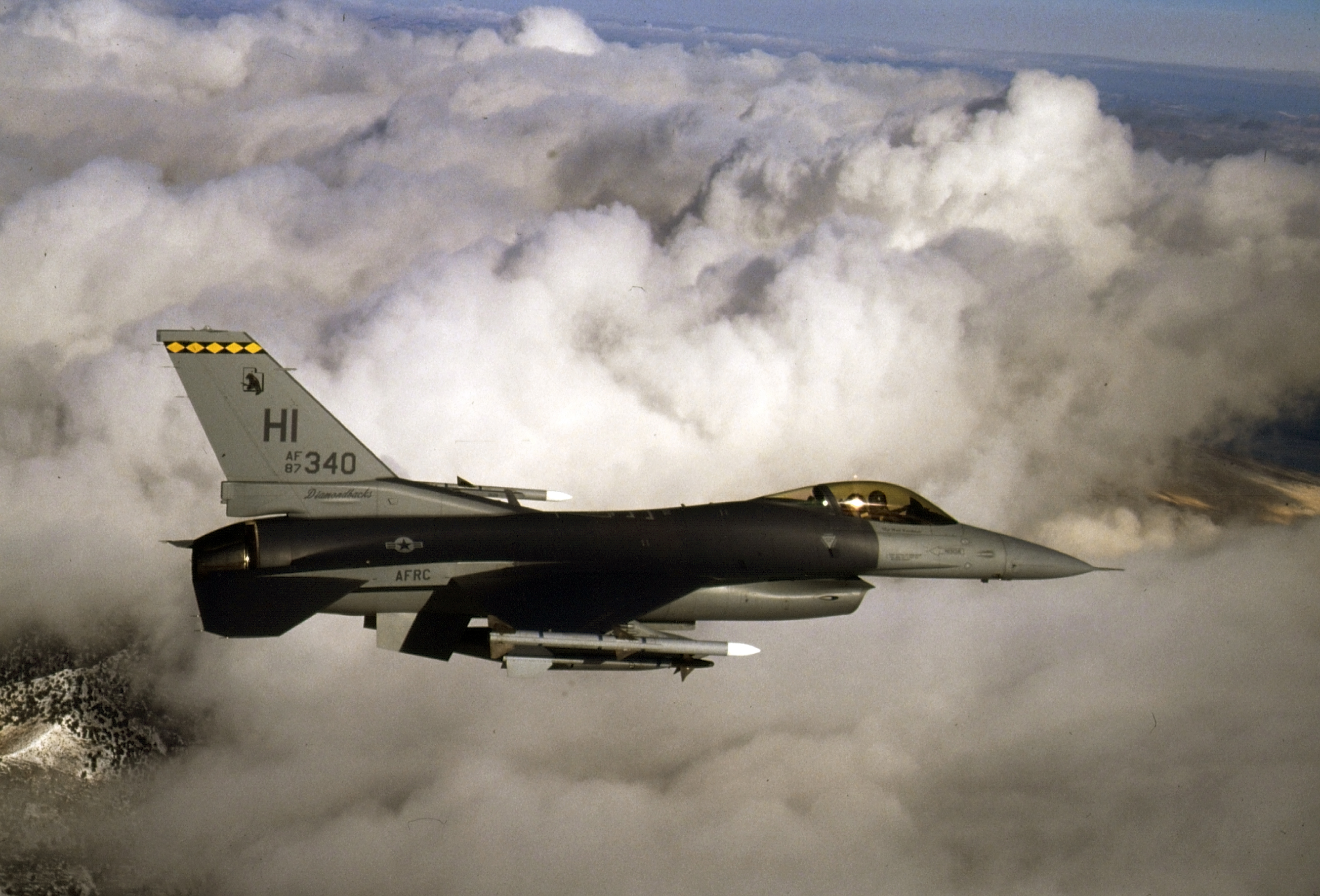
F-16C du 419th Fighter Wing de Hill AFB.

- 310th Space Group à Schriever Air Force Base dans le Colorado
- 919th Special Operations Wing à Duke Field en Floride
- 301st Fighter Wing à NAS Fort Worth dans le Texas
- 340th Flying Training Group à Randolph Air Force Base dans le Texas
- 920th Rescue Wing à Patrick Air Force Base en Floride
- 419th Fighter Wing à Hill Air Force Base dans l'Utah
- 513th Air Control Group à Tinker AFB dans l'Oklahoma
- 926th Fighter Wing à Naval Air Station New Orleans
- 442nd Fighter Wing à Whiteman Air Force Base dans le Missouri
- 943rd Rescue Group à Davis-Monthan Air Force Base dans l'Arizona
- 944th Fighter Wing à Luke Air Force Base dans l'Arizona
- 482nd Fighter Wing à Homestead Air Reserve Base en Floride
- 917th Wing à Barksdale Air Force Base en Louisiane

### 22nd Air Force (Air Mobility Command)

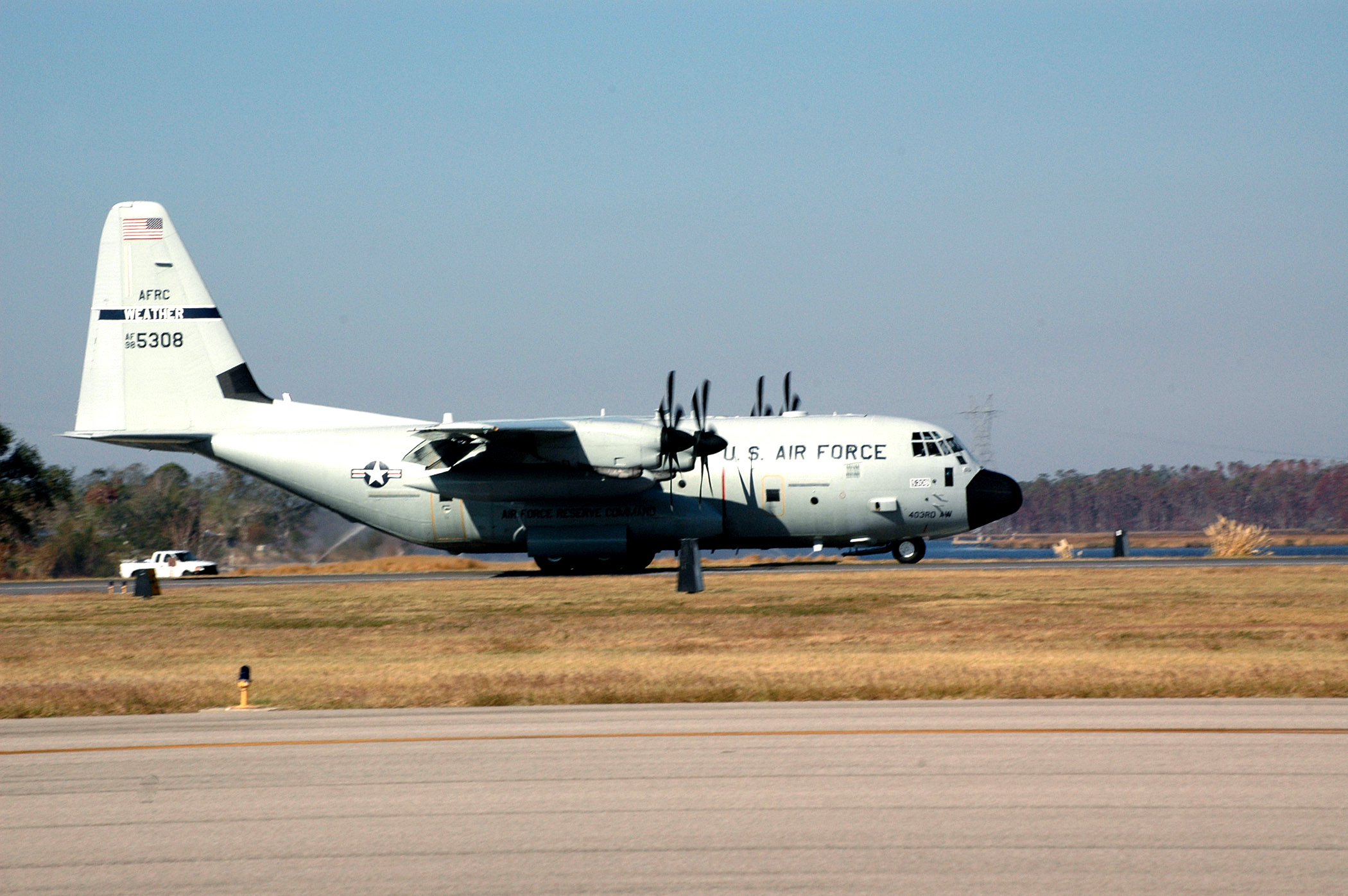
C-130J du 403rd Wing de Keesler AFB.

- 911th Airlift Wing sur l'aéroport de Pittsburgh en Pennsylvanie
- 440th Airlift Wing sur l'aéroport General Mitchell dans le Wisconsin
- 94th Airlift Wing à Dobbins Air Reserve Base en Géorgie
- 913th Airlift Wing à Willow Grove ARS en Pennsylvanie
- 512th Airlift Wing à Dover Air Force Base dans le Delaware
- 302nd Airlift Wing à Peterson Air Force Base dans le Colorado
- 914th Airlift Wing sur l'aéroport de Niagara Falls dans l'État de New York
- 514th Air Mobility Wing à McGuire Air Force Base dans le New Jersey
- 315th Airlift Wing à Charleston Air Force Base en Caroline du Sud
- 934th Airlift Wing sur l'aéroport de Minneapolis-Saint Paul dans le Minnesota
- 908th Airlift Wing à Maxwell Air Force Base dans l'Alabama
- 403rd Wing à Keesler Air Force Base dans le Mississippi
- 910th Airlift Wing sur l'aéroport de Youngstown-Warren dans l'Ohio
- 439th Airlift Wing à Westover Air Reserve Base dans le Massachusetts